# Stokkem
Pour les articles ayant des titres homophones, voir Stockem.
Stokkem est une section de la ville belge de Dilsen-Stokkem située en Région flamande dans la province de Limbourg. C'était une commune à part entière avant la fusion des communes de 1971.

## Histoire
Stokkem se situe sur la rive gauche de la Meuse et les comtes de Looz y bâtirent une forteresse pour se défendre contre leurs voisins de Juliers et de Gueldre. Ce château est fortifié par le prince-évêque Érard de La Marck au début du XVIe siècle.
Stokkem, anciennes graphies « Stockheim » ou « Stockem », reconnue comme ville en 1244 par Arnoul IV de Looz, se dote d'un mur d'enceinte et devient une des 23 Bonnes Villes de la principauté de Liège.
Le 5 novembre 1605, l'église et 350 des 420 maisons sont détruites par un incendie.
En 1687, l'empereur romain germanique donne à François-Guillaume de Maigret, général qui s'était particulièrement illustré en Hongrie contre les Turcs, confirmation de son titre de comte de Maigret, le fait comte du Saint-Empire, comte de Néau (Eupen) et baron de Stockem (ou Stokkem), ainsi que maréchal héréditaire de la province de Limbourg.
En 1702, le château est démoli par les troupes des Provinces-Unies ; la fortification n'était plus utile au contrôle de Maastricht, ville qui, depuis la guerre de Quatre-Vingts Ans était codirigée par le prince-évêque de Liège et les États généraux des Provinces-Unies.
En 1839, 120 maisons sont de nouveau détruites par le feu.

## Démographie

### Évolution démographique
- Sources : INS, Rem. : 1831 jusqu'en 1970 = recensements, 1976 = nombre d'habitants au 31 décembre[2].